# Melanargia arogna
Melanargia arogna är en fjärilsart som beskrevs av Hans Fruhstorfer 1920. Melanargia arogna ingår i släktet Melanargia och familjen praktfjärilar. Inga underarter finns listade i Catalogue of Life.